# Wickelfenster
Das Wickelfenster, auch als Wickelraum bezeichnet, ist die vom Kern einer Spule (z. B. eines Relais, einer Drossel oder eines Transformators) umgrenzte Fläche, durch die die Windungen der Wicklung verlaufen. 
Bei bekanntem Füllfaktor und bekannter Stromdichte bestimmt die Fläche des Wickelfensters die Größe der erreichbaren magnetischen Urspannung, die Amperewindungen.